# 30278 Gazeas
30278 Gazeas este o planetă minoră (asteroid), cu un diametru de 5,661 km, din centura de asteroizi. A fost descoperită pe 24 aprilie 2000 la Stația Anderson Mesa de Lowell Observatory Near-Earth-Object Search. 
Obiectul prezintă o orbită caracterizată de o semiaxă mare de 2,9003914 UAi, o excentricitate de 0,07, o înclinație de 3,32039 ° în raport cu ecliptica.